# Gran Premio di superbike di Imola 2010
Il Gran Premio di Superbike di Imola 2010 è stata la dodicesima prova su tredici del campionato mondiale Superbike 2010, è stato disputato il 26 settembre sull'Autodromo Enzo e Dino Ferrari e in gara 1 ha visto la vittoria di Carlos Checa davanti a Lorenzo Lanzi e Noriyuki Haga, lo stesso pilota si è ripetuto anche in gara 2, davanti a Noriyuki Haga e Cal Crutchlow.
Al termine della gara il pilota italiano Max Biaggi ha ottenuto la certezza matematica del titolo iridato, con un round, e dunque, due gare di anticipo sulla conclusione del campionato.
La vittoria nella gara valevole per il campionato mondiale Supersport 2010 è stata ottenuta da Michele Pirro.

#### Arrivati al traguardo

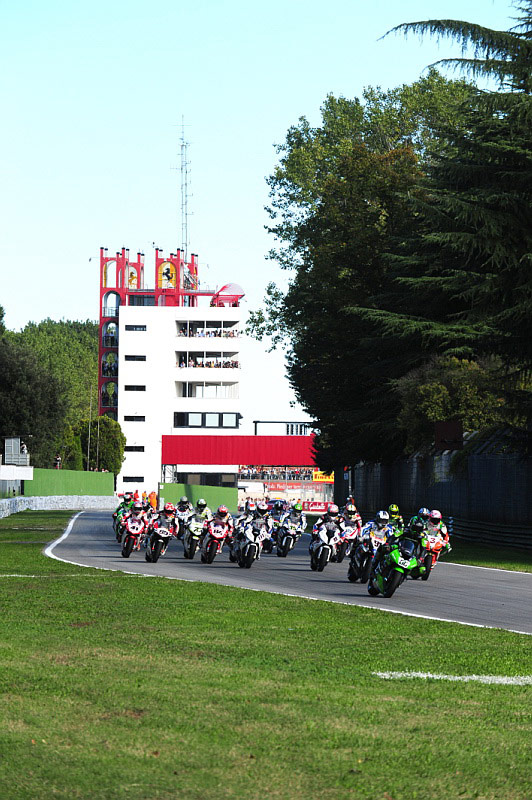
Una fase di gara

## Risultati

### Gara 1

#### Arrivati al traguardo[5]
| Pos. | Nº  | Pilota           | Squadra                  | Motocicletta         | Giri | Tempo     | Griglia | Punti |
| ---- | --- | ---------------- | ------------------------ | -------------------- | ---- | --------- | ------- | ----- |
| 1º   | 7   | Carlos Checa     | Althea Racing            | Ducati 1098R         | 21   | 38:27.631 | 9º      | 25    |
| 2º   | 57  | Lorenzo Lanzi    | DFX Corse                | Ducati 1098R         | 21   | +0:01.171 | 5º      | 20    |
| 3º   | 41  | Noriyuki Haga    | Ducati Xerox             | Ducati 1098R         | 21   | +0:01.472 | 15º     | 16    |
| 4º   | 96  | Jakub Smrž       | PATA B&G Racing          | Aprilia RSV4 Factory | 21   | +0:06.691 | 2º      | 13    |
| 5º   | 91  | Leon Haslam      | Suzuki Alstare           | Suzuki GSX-R1000     | 21   | +0:09.584 | 3º      | 11    |
| 6º   | 66  | Tom Sykes        | Kawasaki Racing          | Kawasaki ZX 10R      | 21   | +0:10.979 | 1º      | 10    |
| 7º   | 84  | Michel Fabrizio  | Ducati Xerox             | Ducati 1098R         | 21   | +0:15.023 | 10º     | 9     |
| 8º   | 67  | Shane Byrne      | Althea Racing            | Ducati 1098R         | 21   | +0:15.913 | 13º     | 8     |
| 9º   | 50  | Sylvain Guintoli | Suzuki Alstare           | Suzuki GSX-R1000     | 21   | +0:17.025 | 16º     | 7     |
| 10º  | 35  | Cal Crutchlow    | Yamaha Sterilgarda       | Yamaha YZF R1        | 21   | +0:20.795 | 12º     | 6     |
| 11º  | 3   | Max Biaggi       | Aprilia Alitalia Racing  | Aprilia RSV4 Factory | 21   | +0:21.243 | 7º      | 5     |
| 12º  | 111 | Rubén Xaus       | BMW Motorrad Motorsport  | BMW S1000 RR         | 21   | +0:25.860 | 8º      | 4     |
| 13º  | 99  | Luca Scassa      | Supersonic Racing        | Ducati 1098R         | 21   | +0:31.551 | 4º      | 3     |
| 14º  | 76  | Max Neukirchner  | HANNspree Ten Kate Honda | Honda CBR1000RR      | 21   | +0:31.689 | 11º     | 2     |
| 15º  | 11  | Troy Corser      | BMW Motorrad Motorsport  | BMW S1000 RR         | 21   | +0:44.349 | 6º      | 1     |
| 16º  | 90  | Federico Sandi   | Gabrielli Racing         | Aprilia RSV4 1000 F. | 21   | +0:58.693 | 20º     |       |
| 17º  | 5   | Ian Lowry        | Kawasaki Racing          | Kawasaki ZX 10R      | 21   | +1:10.388 | 21º     |       |
| 18º  | 15  | Matteo Baiocco   | Team Pedercini           | Kawasaki ZX 10R      | 21   | +1:13.648 | 22º     |       |
| 19º  | 33  | Fabrizio Lai     | ECHO CRS Honda           | Honda CBR1000RR      | 21   | +1:15.939 | 19º     |       |

#### Ritirati
| Nº | Pilota           | Squadra            | Motocicletta    | Giri | Griglia |
| -- | ---------------- | ------------------ | --------------- | ---- | ------- |
| 52 | James Toseland   | Yamaha Sterilgarda | Yamaha YZF R1   | 7    | 17º     |
| 95 | Roger Lee Hayden | Team Pedercini     | Kawasaki ZX 10R | 1    | 18º     |

### Gara 2

#### Arrivati al traguardo[6]
| Pos. | Nº  | Pilota           | Squadra                  | Motocicletta         | Giri | Tempo     | Griglia | Punti |
| ---- | --- | ---------------- | ------------------------ | -------------------- | ---- | --------- | ------- | ----- |
| 1º   | 7   | Carlos Checa     | Althea Racing            | Ducati 1098R         | 21   | 38:24.452 | 9º      | 25    |
| 2º   | 41  | Noriyuki Haga    | Ducati Xerox             | Ducati 1098R         | 21   | +0:02.129 | 15º     | 20    |
| 3º   | 35  | Cal Crutchlow    | Yamaha Sterilgarda       | Yamaha YZF R1        | 21   | +0:03.926 | 12º     | 16    |
| 4º   | 66  | Tom Sykes        | Kawasaki Racing          | Kawasaki ZX 10R      | 21   | +0:05.762 | 1º      | 13    |
| 5º   | 3   | Max Biaggi       | Aprilia Alitalia Racing  | Aprilia RSV4 Factory | 21   | +0:07.025 | 7º      | 11    |
| 6º   | 67  | Shane Byrne      | Althea Racing            | Ducati 1098R         | 21   | +0:12.147 | 13º     | 10    |
| 7º   | 57  | Lorenzo Lanzi    | DFX Corse                | Ducati 1098R         | 21   | +0:14.212 | 5º      | 9     |
| 8º   | 50  | Sylvain Guintoli | Suzuki Alstare           | Suzuki GSX-R1000     | 21   | +0:18.029 | 16º     | 8     |
| 9º   | 111 | Rubén Xaus       | BMW Motorrad Motorsport  | BMW S1000 RR         | 21   | +0:18.249 | 8º      | 7     |
| 10º  | 99  | Luca Scassa      | Supersonic Racing        | Ducati 1098R         | 21   | +0:19.446 | 4º      | 6     |
| 11º  | 11  | Troy Corser      | BMW Motorrad Motorsport  | BMW S1000 RR         | 21   | +0:23.674 | 6º      | 5     |
| 12º  | 76  | Max Neukirchner  | HANNspree Ten Kate Honda | Honda CBR1000RR      | 21   | +0:34.804 | 11º     | 4     |
| 13º  | 90  | Federico Sandi   | Gabrielli Racing         | Aprilia RSV4 1000 F. | 21   | +0:53.540 | 20º     | 3     |
| 14º  | 33  | Fabrizio Lai     | ECHO CRS Honda           | Honda CBR1000RR      | 21   | +1:03.102 | 19º     | 2     |
| 15º  | 15  | Matteo Baiocco   | Team Pedercini           | Kawasaki ZX 10R      | 21   | +1:07.185 | 22º     | 1     |
| 16º  | 5   | Ian Lowry        | Kawasaki Racing          | Kawasaki ZX 10R      | 21   | +1:08.926 | 21º     |       |

#### Ritirati
| Nº | Pilota           | Squadra            | Motocicletta         | Giri | Griglia |
| -- | ---------------- | ------------------ | -------------------- | ---- | ------- |
| 84 | Michel Fabrizio  | Ducati Xerox       | Ducati 1098R         | 13   | 10º     |
| 91 | Leon Haslam      | Suzuki Alstare     | Suzuki GSX-R1000     | 10   | 3º      |
| 96 | Jakub Smrž       | PATA B&G Racing    | Aprilia RSV4 Factory | 9    | 2º      |
| 95 | Roger Lee Hayden | Team Pedercini     | Kawasaki ZX 10R      | 9    | 18º     |
| 52 | James Toseland   | Yamaha Sterilgarda | Yamaha YZF R1        | 3    | 17º     |

### Supersport

#### Arrivati al traguardo[4]
| Pos. | Nº  | Pilota               | Squadra                     | Motocicletta        | Giri | Tempo     | Griglia | Punti |
| ---- | --- | -------------------- | --------------------------- | ------------------- | ---- | --------- | ------- | ----- |
| 1º   | 51  | Michele Pirro        | HANNspree Ten Kate Honda    | Honda CBR600RR      | 19   | 36:07.906 | 3º      | 25    |
| 2º   | 54  | Kenan Sofuoğlu       | HANNspree Ten Kate Honda    | Honda CBR600RR      | 19   | + 2.888   | 1º      | 20    |
| 3º   | 50  | Eugene Laverty       | Parkalgar Honda             | Honda CBR600RR      | 19   | + 4.569   | 2º      | 16    |
| 4º   | 23  | Broc Parkes          | Kawasaki Motocard.com       | Kawasaki ZX-6R      | 19   | + 4.865   | 6º      | 13    |
| 5º   | 37  | Katsuaki Fujiwara    | Kawasaki Motocard.com       | Kawasaki ZX-6R      | 19   | + 5.718   | 4º      | 11    |
| 6º   | 55  | Massimo Roccoli      | Intermoto Czech             | Honda CBR600RR      | 19   | + 6.102   | 7º      | 10    |
| 7º   | 18  | Mark Aitchison       | Kuja Racing                 | Honda CBR600RR      | 19   | + 9.977   | 8º      | 9     |
| 8º   | 53  | Cristiano Migliorati | Puccetti R. Kawasaki Italia | Kawasaki ZX-6R      | 19   | + 18.563  | 13º     | 8     |
| 9º   | 44  | Roberto Tamburini    | Bike Service R.T.           | Yamaha YZF R6       | 19   | + 19.987  | 16º     | 7     |
| 10º  | 45  | Gianluca Vizziello   | Velmotor 2000               | Honda CBR600RR      | 19   | + 28.436  | 19º     | 6     |
| 11º  | 14  | Matthieu Lagrive     | ParkinGO Triumph BE1        | Triumph Daytona 675 | 19   | + 28.508  | 11º     | 5     |
| 12º  | 31  | Vittorio Iannuzzo    | ParkinGO BE1 Triumph        | Triumph Daytona 675 | 19   | + 42.347  | 17º     | 4     |
| 13º  | 85  | Alessio Palumbo      | Puccetti R. Kawasaki Italia | Kawasaki ZX-6R      | 19   | +1:05.502 | 20º     | 3     |
| 14º  | 131 | Giuseppe Barone      | RCGM 2B Corse               | Yamaha YZF R6       | 19   | +1:05.930 | 21º     | 2     |
| 15º  | 5   | Alexander Lundh      | Cresto Guide Racing         | Honda CBR600RR      | 18   | +1 giro   | 23º     | 1     |

#### Ritirati
| Nº  | Pilota        | Squadra                  | Motocicletta        | Giri | Griglia |
| --- | ------------- | ------------------------ | ------------------- | ---- | ------- |
| 7   | Chaz Davies   | ParkinGO Triumph BE1     | Triumph Daytona 675 | 18   | 5º      |
| 10  | Imre Tóth     | Team Toth                | Honda CBR600RR      | 13   | 24º     |
| 127 | Robbin Harms  | Harms Benjan Racing      | Honda CBR600RR      | 10   | 15º     |
| 4   | Gino Rea      | Intermoto Czech          | Honda CBR600RR      | 3    | 9º      |
| 25  | David Salom   | ParkinGO BE1 Triumph     | Triumph Daytona 675 | 2    | 10º     |
| 99  | Fabien Foret  | Lorenzini by Leoni       | Kawasaki ZX-6R      | 0    | 14º     |
| 117 | Miguel Praia  | Parkalgar Honda          | Honda CBR600RR      | 0    | 12º     |
| 34  | Ronan Quarmby | Interfile TyresinTransit | Honda CBR600RR      | 0    | 18º     |